# Gregory Isaacs
Pour les articles homonymes, voir Isaacs.
Gregory Isaacs est un chanteur de reggae né le 15 juillet 1951 à Fletchers Land, un quartier de Kingston en Jamaïque, et mort le 25 octobre 2010 à Londres à l’âge de 59 ans.

## Carrière
En 1968 sort le premier titre de Gregory Isaacs, Another Heartache, qui préfigure son penchant pour les thèmes lovers.
Dans les années 1970, il se révèle être l'un des artistes les plus populaires et prolifiques de Jamaïque. Il sort de nombreux morceaux produits sur son label, African Museum, qu'il crée en 1973 avec Errol Dunkley. La plupart de ses chansons abordent des thèmes conscious ou des chansons d'amours ; il est l'un des principaux artisans du style Lover's Rock.
Parmi ses tubes de cette période, on peut citer My Only Lover, Sinner Man et Mr. Cop, ce dernier enregistré au Black Ark Studio de Lee Perry. Plus tard, c'est sur le label GG's du producteur Alvin Ranglin qu'il sort d'autres titres parmi ses plus populaires comme Number One et Border.
Sous contrat avec Virgin qui développe son propre label reggae Front Line durant la seconde moitié des années 1970, il enregistre les concept albums Cool Ruler (1978) et Soon Forward (1979) qui connaissent un très grand succès (notamment les morceaux If I Don't Have You, Let's Dance et Soon Forward) et lancent Gregory vers une carrière internationale. Les deux albums suivants, Lonely Lover (1980) et More Gregory (1981), tous deux de grande qualité, ne font que confirmer ce succès.
Au début des années 1980, Isaacs signe un contrat avec Island Records qui aboutira à la sortie de deux albums Night Nurse (1982) et Out Deh! (1983). Night Nurse est souvent considéré comme son chef-d'œuvre.
Des problèmes de drogue, ayant un impact important sur sa voix qui sera irrémédiablement abîmée, et un passage au pénitencier pour détention d'armes à feu mettent fin à cet âge d'or. Il publie néanmoins en 1988 son tube Rumours, produit par Gussie Clarke, qui lui permet de faire son comeback. Il obtient encore plusieurs hits dont Red Rose for Gregory et Big All Around (avec Dennis Brown).
Il poursuit sa carrière dans les années 1990 en enregistrant pour les producteurs les plus en vue du moment, comme King Jammy, Bobby Digital (en), Fattis, Black Scorpio (en) ou encore Steely & Cleevie, pour ne citer qu'eux.
Il sort de nombreux albums pendant cette période dite "digitale". C'est l'un des rares chanteurs de l'époque "roots" des années 1970 et 80 à avoir su évoluer vers ce nouveau son de style très "minimal". Il sut aisément s'imposer parmi les différents artistes émergents de ce mouvement musical.
Il est surnommé The Cool Ruler, The Lonely Lover, Dapper Slapper ou Jah Tooth, voire parfois Hitler en raison de son comportement autoritaire envers les musiciens, que l'on peut expliquer par le fait qu'il vient du ghetto.
Gregory Isaacs apparaît dans les films Rockers (1978) de Ted Bafaloukos et Made In Jamaica (2007) de Jérôme Laperrousaz.
Il fumait beaucoup et meurt le 25 octobre 2010 à l'âge de 59 ans dans sa maison de Londres des suites d'un cancer du poumon.

## Discographie sélective

### Albums
- All I Have Is Love (1973 / Trojan, 1976 / Abraham)
- In Person (1974 / GG's, 1974 / Trojan, 1975)
- Extra Classic (1976 / Morpheus, 1977 / Cindy Rec., 1978)
- Mr Isaacs (1977 / Cash & Carry, 1978 / Shanachie, 1982 / Vista, 1983)
- The Best Of (GG's, 1977)
- Two Bad Superstars (1978) - album partagé avec son ami Dennis Brown.
- Cool Ruler (Virgin, 1978)
- Soon Forward (Virgin, 1979)
- Lonely Lover (Charisma, 1980 / African Museum, 1983)
- More Gregory (Mango, 1981 / Island Remasters, 2002)
- The Best Of Vol. 2 (GG's, 1981)
- Night Nurse (Mango, 1982 / African Museum, 1982 / Island Remasters, 2002)
- Out deh! (Mango, 1983 / Island Remasters, 200X)
- Judge Not (Music Works, 1984) - album partagé avec Dennis Brown.
- Private Beach Party (Greensleeves, 1985 / RAS)
- Easy (Tad's, 1985)
- All I Have Is Love Love Love (Tad's, 1986)
- Double Dose (Blue Trac, 1986) - album partagé avec Sugar Minott.
- Victim (VP, 1987)
- Watchman Of The City (Rohit, 1987)
- Come Along (Jammy's, 1988)
- Red Rose For Gregory (Ras, 1988)
- I.O.U (Ras, 1989)
- No Contest (Greensleeves, 1989) - album partagé avec Dennis Brown.
- Warning (King Tubby's, 1989) - une des dernières productions du maître du Dub.
- Call Me Collect (Ras, 1990)
- Pardon me (Usa, 1992) - album réalisé par les studios LION and FOX
- Absent (Greensleeves, 1993)
- Private Lesson (Acid Jazz, 1995)
- Private & Confidential (VP Records, 1999)
- Masterclass (Greenleeves, 2004)
- Gregory Isaacs sings Dennis Brown (2005) - Album hommage à son ami Dennis Brown.
- The Past, the Present (Scorcher Music, 2006)
- Brand New Me (African Museum / Tad's, 2008)
- Cutie Cutie (Vizion Sounds US, 2008)
- My Kind Of Lady (Rude Productions, 2009)
- The Originals (Tad's, 2009)
- Isaacs Meets Isaac (King Isaac Music, 2010) - Gregory Isaacs and King Isaac

### Compilations
- 1984 - Reggae Greats - Live (Island)
- 1992 - Willow Tree (Jamaican Gold)
- 1993 - The Cool Ruler rides again - 22 classics from 1978-1981 (Music Collection International)
- 1995 - Over The Years vol.1 (Jet Star)
- 1997 - Over The Years vol.2 (Jet Star)
- 1998 - Over The Years vol.3 (Jet Star)
- 1998 - Over The Years vol.4 (Jet Star)
- 1998 - Loving Pauper (Trojan)
- 2000 - Over The Years vol.5 (Jet Star)
- 2002 - All I Have Is Love (Trojan) - double CD
- 2003 - Cool Ruler, the Definitive Collection (Trojan) - double CD
- 2006 - Love Songs (Jet Star) - un coffret de trois CD + un DVD live
- 2011 - Night Nurse : The Best Of (Trojan) - double CD
- 2011 - Love Is Overdue - The Classic GG's Recordings (Charly) - double CD
- 2001 - The Ruler - Reggae Anthology (VP Records) - double CD + un DVD (live à Brixton 1984)
- 2018 - Ikon - The Best Of The Cool Ruler (Island) - certains titres sont remixés
- 2024 - Dancehall Days (Charly) - vinyle uniquement

### Albums en concert
- Encore - Live at the Brixton Academy 1984
- Live in France - enregistré à Toulon en septembre 1991
- 2014 - Roxy Theatre 1982

### DVD
- Live in San Francisco (2002)
- Live @ The Rocket (2003)

### Reprises
Gregory Isaacs a repris des titres de nombreux artistes tout au long de sa carrière, dont :
- Stick by me (Shep & The Limelites)
- Late at night (alias Satisfaction) (The Paragons)
- Loving pauper (Dobby Dobson)
- Fly little silver bird (The Paragons)
- Sun shines for me (Bob Andy)
- Write myself a letter (Fats Waller)
- Breaking up (Alton Ellis)
- Willow tree (Alton Ellis)
- Get ready (The Temptations)
- Smile (The Silvertones)
- Story book children (Billy Vera & Judy Clay)
- Conversation (Slim Smith)
- Let's dance (John Holt)
- Created by the father (Dennis Brown)
- The Tide Is High (The Paragons)
- Sunday morning (The Wailers)
- House of the rising sun (trad.)
- Mr Tambourine Man (Bob Dylan)
- Bring me your cup (UB40)
- Wonderful Tonight (Eric Clapton)
- Slave Driver (Bob Marley & The Wailers)
- A Little Less Conversation (Elvis Presley)
- Echoes (Everybody's Talkin') (Harry Nilsson)
- I'm Still Waiting (Bob Marley & The Wailers)
- Crying Over You (Ken Boothe)

...